# أرسكين توماسون
أرسكين توماسون (بالإنجليزية: Erskine Thomason)‏ هو لاعب كرة قاعدة أمريكي، ولد في 13 أغسطس 1948 في لورنس في الولايات المتحدة.

## وصلات خارجية
- أرسكين توماسون على موقع دوري كرة القاعدة الرئيسي (الإنجليزية)
- أرسكين توماسون على موقعبيزبول رفرنس.كوم (الدوري الرئيسي) (الإنجليزية)
- أرسكين توماسون على موقعبيزبول رفرنس.كوم (الدوري الثانوي) (الإنجليزية)
- أرسكين توماسون على موقع جمعية أبحاث البيسبول الأمريكية (الإنجليزية)
- أرسكين توماسون على موقع إي إس بي إن.كوم (أم.أل.بي) (الإنجليزية)
- أرسكين توماسون على موقع مشجعي الرسوم البيانية (الإنجليزية)